# Волосожар, Татьяна Андреевна
Татья́на Андре́евна Волосожа́р (укр. Тетяна Андріївна Волосожар; род. 22 мая 1986, Днепропетровск) —  украинская и российская фигуристка, выступавшая в парном катании. В паре с Максимом Траньковым она — двукратная олимпийская чемпионка (2014, личный и командный турнир), чемпионка мира (2013), четырёхкратная чемпионка Европы (2012—2014, 2016) и трёхкратная чемпионка России (2011, 2013, 2016).
Волосожар начала заниматься парным катанием в четырнадцать лет. Её первым партнёром был Пётр Харченко, совместно они стали чемпионами Украины (2004). Затем каталась со Станиславом Морозовым, с которым была четырёхкратной чемпионкой Украины, призёром этапов Гран-при, участницей Олимпийских игр (2006, 2010).
В 2010 году переехала в Россию, где встала в пару с Максимом Траньковым и добилась с ним основных успехов в карьере. По состоянию на март 2014 года они занимали первое место в рейтинге Международного союза конькобежцев.

## Карьера

### Ранние годы
Родители привели четырёхлетнюю Таню на каток вместе с сестрой. Сестре катание быстро надоело, а вот Тане понравилось. Но поначалу девочку не хотели брать в спортивную секцию, так как она была пухлой. В итоге взяли только в абонементную группу — с условием, что через месяц, если что-то будет получаться, зачислят в секцию.
Серьёзно Татьяна начала заниматься фигурным катанием в пять лет у Людмилы Викторовны Петровской. Уроки фигурного катания проходили в Днепропетровске в специально организованной спецшколе параллельно с обучением в начальных классах. В семь лет выиграла свои первые соревнования в одиночном катании.
В четырнадцать лет перешла в парное катание. В паре со своим первым партнёром Петром Харченко тренировалась у Вячеслава Ткаченко, а позже у Галины Кухар. Татьяна и Пётр стали чемпионами Украины 2004, были призёрами юниорских этапов Гран-при.

### Выступления за Украину
В 2004 году Татьяна встала в пару со Станиславом Морозовым. До переезда в Германию к тренеру Инго Штойеру в 2008 году они три раза становились чемпионами Украины, дважды серебряными призёрами Универсиады, участвовали в Олимпиаде в Турине, где стали двенадцатыми. Тренировались в Киеве у Галины Кухар, постановщиком программ был Николай Морозов.
В сезоне 2008—2009 года, став третьими на Гран-при России и вторыми на Гран-при Китая, впервые в своей карьере прошли в финал серии, где стали четвёртыми. После возвращения с финала, который проходил в Южной Корее на тренировочную базу в немецком Хемнице пара посчитала нецелесообразным делать ещё один перелёт на Украину для участия в национальном чемпионате, поэтому выступила «вне конкурса» на чемпионате Германии. На чемпионате Европы 2009 снова стали четвёртыми, а на чемпионате мира стали шестыми, чем обеспечили сборной Украины две квоты в парном катании на Олимпийские игры 2010.
В олимпийском сезоне 2009/2010 пара в четвёртый раз стала чемпионами Украины и третий раз подряд заняла четвёртое место чемпионата Европы. На Олимпийских играх были восьмыми, и это был последний старт в карьере Морозова.

### Переезд в Россию
После завершения спортивной карьеры своего партнёра Татьяна встала в пару с Максимом Траньковым. Выступать пара решила под российским флагом. Тренером дуэта стала Нина Мозер, её помощниками были бывший партнёр Волосожар - Станислав Морозов и хореограф Николай Морозов, вернувшийся из США, который работал над постановкой программ. Татьяне и Максиму пришлось переучивать технику исполнения многих элементов, подстраиваться друг под друга.
Официальный дебют пары на российских соревнованиях состоялся в октябре 2010 года на третьем этапе Кубка России в Перми, который они выиграли. В условиях серьёзной конкуренции пара победила на чемпионате России 2011, лидируя в обеих программах.
По правилам Международного союза конькобежцев спортсмены, перешедшие в сборную другой страны, должны отбыть годичный «карантин» на международных соревнованиях. Так как у Татьяны последним стартом за Украину была Олимпиада-2010, то новая пара не могла выйти на международную арену до 16 февраля 2011 года, из-за чего пара пропустила чемпионат Европы, проходивший с 24 по 30 января 2011 года.
Для участия в чемпионате мира 2011 Татьяне и Максиму, как новой паре, нужно было набрать минимальный технический результат, который составлял в том сезоне семнадцать баллов в короткой программе и тридцать баллов для произвольной). Для достижения этой цели они сразу же после окончания «карантина» приняли участие в турнире Mont Blanc Trophy, где не только без труда набрали необходимую сумму баллов, но и стали безоговорочными лидерами турнира, выиграв оба вида программы.
Чемпионат мира 2011 года первоначально должен был пройти в Токио. Волосожар и Траньков вылетели в Японию заранее, чтобы акклиматизироваться и провести несколько тренировок. Пара прибыла в Токио за несколько часов до Великого восточно-японского землетрясения. С фигуристами была потеряна связь, но они находились в безопасности. Фигуристы и тренеры провели некоторое время на сборе в Фукуоке довольно далеко от эпицентра землетрясения, но из-за возрастающей опасности и неясной судьбы чемпионата было принято решение эвакуировать всю членов команды в Россию. В итоге чемпионат мира 2011 состоялся в Москве. Этот турнир стал первым крупным совместным международным стартом для Татьяны и Максима, но они сразу же смогли подняться на пьедестал, заняв второе место.

### Олимпийское золото
Сезон 2011—2012 начался для пары непросто. Транькова преследовали травмы. Сначала, неудачно упав на тренировке во время летней подготовки к сезону, он получил травму плеча, а осенью у него обострилась травма паха. Тем не менее, пара смогла выиграть два международных турнира (Nebelhorn Trophy 2011 и Мемориал Непелы 2011) и оба этапа серии Гран-при в Канаде и Франции. Причём, когда в межсезонье распределялись этапы, у Татьяны и Максима была возможность взять третий дополнительный этап, но они ограничились двумя, посчитав, что для попадания в финал этого будет достаточно.
Несмотря на отсутствие оптимальной формы из-за постоянной борьбы с травмами пара без труда вышла в финал Гран-при, занимая первое место в рейтинге после окончания всех этапов. В финале, лидируя после короткой программы, пара допустила несколько мелких ошибок в произвольной и в итоге заняла второе место, в общей сумме уступив всего лишь 0,18 балла своим основным конкурентам Алёна Савченко и Робин Шолковы. Как выяснилось, на турнире с травмой выступал не только Максим, но и Татьяна (травма мышц бедра). Пара решила пропустить чемпионат России, чтобы успеть восстановиться к основным стартам сезона. При этом им было гарантировано место в составе сборной России, несмотря на пропуск национального чемпионата. Татьяна и Максим проходили курс лечения в Нью-Йоркской клинике, одной из немногих в мире, специализирующихся на лечении таких спортивных травм.
Пара, лидируя в обеих программах, уверенно выиграла свой первый совместный чемпионат Европы. По их словам, победа принесла бы им гораздо больше удовольствия, если бы с турнира из-за травмы партнёрши не снялись их основные конкуренты Савченко и Шолковы. Татьяна и Максим сказали, что после снятия немецкой пары у них в какой-то мере пропала мотивация. К тому же, Волосожар ещё не до конца залечила травму. Из-за этих причин спортсмены не стремились показывать свой максимум на данном турнире.
Федерация спортивных журналистов России наградила Волосожар и Транькова «Серебряной ланью» как лучших спортсменов 2013 года.
В 2014 году на Олимпийских играх в Сочи Татьяна и Максим стали чемпионами в командных соревнованиях. За короткую программу они набрали 83,79 балла, обошли ближайших соперников почти на десять баллов, и принесли сборной России максимально возможные десять очков. В личных соревнованиях одержали победу в короткой программе, побив за этот сегмент свой же рекорд на 0,19 балла. По сумме двух выступлений сохранили лидерство в турнирной таблице, тем самым завоевали на сочинской Олимпиаде второе золото.
После этого спортсмены сделали перерыв в полтора года. Вновь пара появилась на турнире Nebelhorn Trophy 2015 в Германии, где стали победителями. Далее пара выступила на Гран-при Франции, но после короткой программы соревнования были отменены из-за произошедшей в Париже серии терактов). Со следующего этапа пара снялась из-за травмы Татьяны. Фигуристы уверенно победили чемпионате России и Европы. На чемпионате мира в Бостоне Волосожар и Траньков стали шестыми. После чего не выходили на соревновательный лёд, и в 2018 году объявили о завершении карьеры.

### После спорта
После окончания спортивной карьеры участвует в шоу Ильи Авербуха вместе с Максимом Траньковым. Играет княгиню Вероны в постановке «Ромео и Джульетта» и Белую Королеву в шоу «Алиса в стране чудес».
Вместе с Максимом Траньковым написала автобиографию «Две стороны одной медали» (вышла в августе 2018 года в издательстве «Эксмо») о своем пути в спорте и трудностях, которые встречались на пути.
В октябре 2020 года Татьяна приняла участие в седьмом сезоне шоу «Ледниковый период». Она выступала в паре с актёром Евгением Прониным.

## Личная жизнь
Татьяна Волосожар родилась в Днепропетровске. Её мать родом из Калининграда, а отец — из Нижнего Тагила. Отец Татьяны — военный, служил на Украине.
Образование: Национальный университет физического воспитания и спорта Украины, Национальный педагогический университет им. М. П. Драгоманова, факультет спортивного менеджмента МГУ.
Осенью 2010 года Волосожар начала процедуру получения российского гражданства. Она вступила в «Программу по оказанию содействия добровольному переселению в Российскую Федерацию соотечественников, проживающих за рубежом», участниками которой могут быть граждане бывшего Советского Союза, а также их прямые потомки, которые хотят работать и жить в России, и уже в декабре 2010 года получила российский паспорт.
В течение ряда лет фактическим мужем Татьяны являлся Станислав Морозов (начала с ним встречаться в 17 лет), бывший партнёр, после завершения карьеры стал одним из тренеров пары Волосожар—Траньков.
С 2012 года, после расставания с Морозовым, личные отношения связывают Волосожар с её новым партнёром по спорту — Максимом Траньковым. В феврале 2015 года пара официально объявила о помолвке, а 18 августа Татьяна и Максим стали мужем и женой. 16 февраля 2017 года у них родилась дочь Анжелика. 27 мая 2021 года в их семье родился сын, Теодор.
23 мая 2024 года стало известно, что у Татьяны Волосожар родился ещё один сын.

## Программы
(В паре с Максимом Траньковым)
| Сезон     | Короткая программа                                      | Произвольная программа                           |
| --------- | ------------------------------------------------------- | ------------------------------------------------ |
| 2015—2016 | «Nagada Sang Dol» Бхансали Санджай Лила                 | «Дракула» Войцех Киляр                           |
| 2013—2014 | «Вальс» Арам Хачатурян                                  | «Иисус Христос — суперзвезда» Эндрю Ллойд Уэббер |
| 2012—2013 | Джазовая версия «Темы любви» из фильма «Крёстный отец»  | «Violin Muse» Икуко Каваи                        |
| 2011—2012 | «Bring Me to Life» в аранжировке Александра Гольдштейна | «Чёрный лебедь» Клинт Мэнселл, Пётр Чайковский   |
| 2010—2011 | «Carmina Burana» Карл Орф                               | «Ромео и Джульетта» Сергей Прокофьев             |

(В паре со Станиславом Морозовым)
| Сезон     | Короткая программа                   | Произвольная программа                 |
| --------- | ------------------------------------ | -------------------------------------- |
| 2009—2010 | «Dreams Illusion» DJI                | «Перл-Харбор» Ханс Циммер              |
| 2008—2009 | «Опус мистера Холланда» Майкл Кэймен | «Перл-Харбор» Ханс Циммер              |
| 2007—2008 | «The Feeling Begins» Питер Гэбриэл   | «Слёзы солнца» Ханс Циммер             |
| 2006—2007 | «Адажио» Томазо Альбинони            | «Призрак оперы на льду» Роберто Данова |
| 2005—2006 | «Адажио» Томазо Альбинони            | «1492: Завоевание рая» Вангелис        |
| 2004—2005 | «Танец с саблями» Арам Хачатурян     | «Лунная соната» Людвиг ван Бетховен    |

(В паре с Петром Харченко)
| Сезон     | Короткая программа                            | Произвольная программа                                           |
| --------- | --------------------------------------------- | ---------------------------------------------------------------- |
| 2003–2004 | «Танго» (из шоу Cirque du Soleil) Рене Дюпере | «Нотр-Дам де Пари» Риккардо Коччанте                             |
| 2002–2003 | «Saltarello» Secret Garden                    | «Ромео и Джульетта» Пётр Чайковский, Нино Рота, Сергей Прокофьев |
| 2001–2002 | «Концерт для скрипки с оркестром» Сен-Прё     | «Барышня и хулиган» Дмитрий Шостакович                           |

## Результаты
(В паре с Максимом Траньковым за Россию)
| Соревнования        | 10/11         | 11/12         | 12/13         | 13/14         | 15/16         |
| Международные       | Международные | Международные | Международные | Международные | Международные |
| ------------------- | ------------- | ------------- | ------------- | ------------- | ------------- |
| Олимпиада — пары    |               |               |               | 1             |               |
| Олимпиада — команда |               |               |               | 1             |               |
| Чемпионат мира      | 2             | 2             | 1             |               | 6             |
| Чемпионат Европы    |               | 1             | 1             | 1             | 1             |
| Финал Гран-при      |               | 2             | 1             | 2             |               |
| Гран-при Японии     |               |               |               | 1             |               |
| Гран-при США        |               |               | 1             | 1             |               |
| Гран-при России     |               |               | 1             |               |               |
| Гран-при Канады     |               | 1             |               |               |               |
| Гран-при Франции    |               | 1             |               |               | 1             |
| Nebelhorn Trophy    |               | 1             | 1             | 1             | 1             |
| Мемориал Непелы     |               | 1             |               |               |               |
| Mont Blanc Trophy   | 1             |               |               |               |               |
| Национальные        |               |               |               |               |               |
| Чемпионат России    | 1             |               | 1             |               | 1             |

(В паре со Станиславом Морозовым за Украину)
| Соревнования      | 04/05         | 05/06         | 06/07         | 07/08         | 08/09         | 09/10         |
| Международные     | Международные | Международные | Международные | Международные | Международные | Международные |
| ----------------- | ------------- | ------------- | ------------- | ------------- | ------------- | ------------- |
| Олимпийские игры  |               | 12            |               |               |               | 8             |
| Чемпионат мира    | 10            | 10            | 4             | 9             | 6             |               |
| Чемпионат Европы  | 5             |               | 5             | 4             | 4             | 4             |
| Финал Гран-при    |               |               |               |               | 4             |               |
| Гран-при США      |               |               |               |               |               | 2             |
| Гран-при Китая    |               |               |               |               | 2             | 3             |
| Гран-при России   | 5             |               |               |               | 3             |               |
| Гран-при Франции  |               |               |               | 5             |               |               |
| Гран-при Японии   |               |               |               | 4             |               |               |
| Nebelhorn Trophy  |               |               |               |               | 3             | 2             |
| Универсиада       | 2             |               | 2             |               |               |               |
| Мемориал Шефера   |               | 1             |               |               |               |               |
| Национальные      |               |               |               |               |               |               |
| Чемпионат Украины | 1             |               | 1             | 1             |               | 1             |

(В паре с Петром Харченко за Украину)
| Соревнования                | 00/01         | 01/02         | 02/03         | 03/04         |
| Международные               | Международные | Международные | Международные | Международные |
| --------------------------- | ------------- | ------------- | ------------- | ------------- |
| Чемпионат мира              |               |               | 17            | 14            |
| Чемпионат Европы            |               |               | 7             |               |
| Гран-при Китая              |               |               |               | 7             |
| Гран-при Японии             |               |               |               | 6             |
| Гран-при России             |               |               | 9             |               |
| Международные среди юниоров |               |               |               |               |
| Чемпионат мира              | 13            | 10            | 7             | 5             |
| Финал Гран-при              |               | 7             |               | 4             |
| Гран-при Болгарии           |               |               |               | 2             |
| Гран-при Чехии              |               | 3             |               | 2             |
| Гран-при Польши             |               | 2             |               |               |
| Гран-при Италии             |               |               | 4             |               |
| Гран-при Германии           |               |               | 4             |               |
| Национальные                |               |               |               |               |
| Чемпионат Украины           | 4             |               | 2             | 1             |

## Награды и звания
- Орден «За заслуги перед Отечеством» IV степени (2014) — за большой вклад в развитие физической культуры и спорта, высокие спортивные достижения на XXII Олимпийских зимних играх 2014 года в городе Сочи[45][46];
- Заслуженный мастер спорта России (2011)[47] и мастер спорта международного класса Украины.